# Henri Ier de Bourbon-Condé
Titre
Prince de Condé
13 mars 1569 – 5 mars 1588
(18 ans, 11 mois et 21 jours)
Henri Ier de Bourbon, deuxième prince de Condé (La Ferté-sous-Jouarre, 29 décembre 1552 - Saint-Jean-d'Angély, 5 mars 1588), fut le prince protecteur des protestants pendant les guerres de religion. Rival d'Henri III de Navarre (futur Henri IV), sa foi protestante était militante et il mena de nombreuses campagnes militaires contre les troupes royales.

## Biographie

### Origines familiales et jeunesse
Fils de Louis de Bourbon, premier prince de Condé, et d'Éléonore de Roye, il est le cousin d'Henri de Navarre (futur Henri IV), auprès duquel il combat durant la troisième guerre de religion. 
Henri grandit dans une famille de conviction calviniste.

### La Saint-Barthélemy et ses suites (1572-1574)
Il épouse sa cousine Marie de Clèves en août 1572 au château de Blandy, dans la semaine qui précède le mariage d'Henri de Navarre avec Marguerite de Valois, sœur de Charles IX. 
Présents à Paris pour ce mariage qui devait marquer la réconciliation des protestants et des catholiques après la troisième guerre de religion (1568-1570), nombre de nobles protestants trouvent la mort lors du massacre de la Saint-Barthélemy (24 août 1572). Condé, ainsi qu'Henri de Navarre, échappent à ce sort en abjurant le protestantisme.
Condé se met alors au service du roi et participe au siège de La Rochelle, port protestant. 
Le gouvernement de Picardie lui est alors restitué par le roi (1573). À Amiens, capitale de son gouvernement, apprenant l'échec du complot des Malcontents, il préfère s'exiler en Allemagne (1574).

### Un des chefs du parti protestant (1574-1587)
Il se met à la tête du parti protestant durant les guerres de religion qui ont lieu de 1574 à 1588. Profondément calviniste, le prince de Condé se révèle être rapidement comme le véritable chef du parti. 
Gouverneur de la Picardie, le prince de Condé n'est pas apprécié par les catholiques de cette province qui, par opposition, forment les toutes premières ligues. 
Il s'oppose à son cousin Henri de Navarre à qui il reproche sa désinvolture religieuse. Mais Henri de Navarre a des avantages politiques : l'importance de ses fiefs (Albret, Béarn, etc.), son statut de roi de Navarre, puis à partir de 1584, d'héritier présomptif du roi Henri III.
Face au parti catholique, les deux cousins sont obligés de s'allier.
Ils combattent ensemble à la bataille de Coutras (1587).

### Une mort suspecte (1588)
Mort en mars 1588, Henri Ier de Bourbon est inhumé dans l'église de Vallery, inaugurant une longue tradition familiale.
Sa mort a été si soudaine que son décès est mis sur le compte d'un empoisonnement, aussi bien par les médecins que par ses proches, dont son cousin Henri de Navarre. 
C'est sa seconde épouse, Charlotte de La Trémoïlle, avec qui il s'est remarié le 16 mars 1586, qui est d'abord soupçonnée d'avoir fait empoisonner son mari après l'avoir trompé ; la mise à la question d'un serviteur de Condé fournit de nombreuses charges contre son épouse, notamment sur ses amabilités envers un page. Mais le roi de Navarre est aussi soupçonné par les calvinistes d'avoir fait tuer son rival. 
Charlotte est arrêtée et jugée par le parlement de Paris, puis les poursuites sont interrompues à la nouvelle de sa grossesse et elle est emprisonnée à Saint-Jean-d'Angély sous la garde de Jean de Saint-Memme,.
Le 1er septembre 1588, elle donne naissance en prison à un fils posthume.
Celui-ci est d'abord placé en nourrice près de Saint-Jean-d'Angély, puis Henri IV, devenu roi de France en 1589 et s'étant converti au catholicisme en 1593, accepte qu'Henri de Condé soit lui aussi converti, afin de faire accepter un édit permettant aux réformés d'accéder aux charges publiques. Il lui donne pour gouverneur le marquis de Pisany et le parti protestant accepte alors de laisser partir le prince pour la Cour. 
Sur présentation d'un placet signé par de nombreux Grands (Diane de France, Henri de Montmorency, le comte d'Auvergne, le duc de Bouillon, etc.), Henri IV accepte en juillet 1596 de libérer la princesse, dont le procès reprend devant le Parlement de Paris. Son acquittement est prononcé le 24 juillet 1596 et elle abjure un peu plus tard le protestantisme.

## Généalogie

### Mariages et descendance
De Marie de Clèves-Nevers, comtesse de Beaufort, marquise d'Isles, baronne de Jaucourt et dame de Jully, Henri de Condé a :
- Catherine de Bourbon-Condé, comtesse de Beaufort, marquise d'Isles, baronne de Jaucourt, dame de Jully (titres provenant de sa mère, et dont héritera sa tante maternelle Catherine de Guise) (Paris 1574-1595)

De Charlotte de La Trémoïlle, il a :
- Éléonore de Bourbon-Condé (1587-1619), mariée à Philippe-Guillaume d'Orange, fils de Guillaume Ier
- Henri II (1588-1646), prince de Condé.